# 汶萊宗教

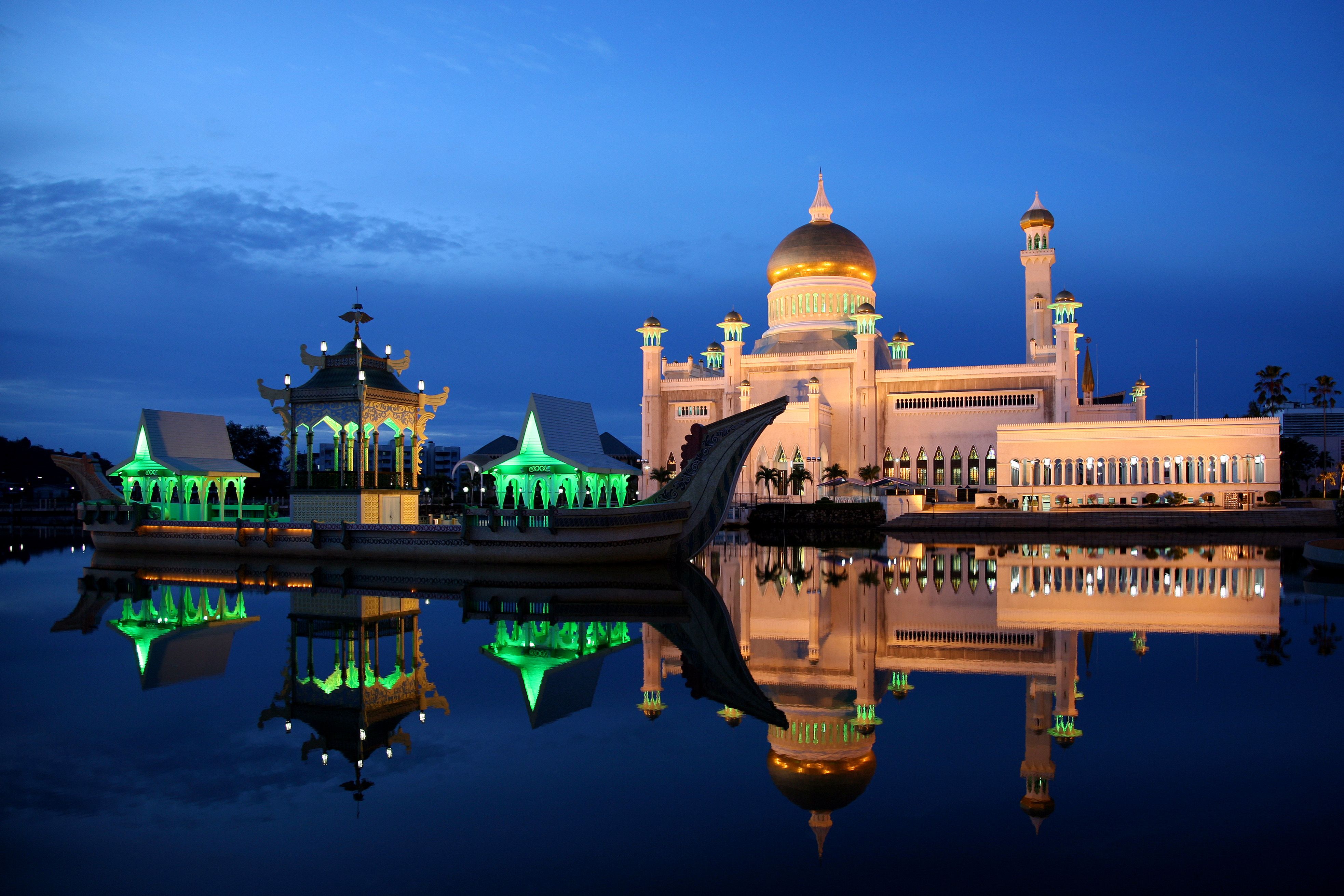
奧馬爾·阿里·賽義夫丁蘇丹清真寺

在汶萊，82.1％的人口是穆斯林，伊斯蘭教遜尼派佔主導地位。  然而，其他宗教在汶萊也同時存在。另外8.7％是基督徒，7.8％的人口是佛教徒。 其餘的4.7％為其他各種宗教。雖然汶萊的國教是伊斯蘭教，但宗教信仰自由是有法律保障的。一些非伊斯蘭教的宗教節日，如聖誕節，也獲得承認。然而，這些權利是有限的，即使是在私立學校，宗教教育也是受到控制的，任何非伊斯蘭教的宗教教材都都會被禁止。汶萊的伊斯蘭法學派為遜尼派莎菲儀學派，汶萊也有沙菲儀學派的伊斯蘭學校， 莎菲儀學派同時也是汶萊的主要法律來源。
汶萊宗教（2021）

## 基督宗教
汶萊基督徒約有7556人 至38000人，為汶萊第二大宗教，天主教汶萊宗座代牧區有三個堂區，分別位於斯里巴加灣市、白拉奕和詩里亞，各有一名神父。